# شرف نامة

شرف خان البدليسي

النسخة العربية من الكتاب تعريب جميل روزبياني

شرف نامة (فارسية: شرف‌نامه، كردية: شەرەفنامە) عبارة عن كتاب ضخم ألفه المؤرخ والشاعر الكردي شرف خان شمس الدين البدليسي كتبه بين عامي 1597-1599 م وهو المعروف بالأمير شرف الدين حاكم إمارة بدليس الكردية الواقعة غرب بحيرة وان وكان له اهتمام كبير بالعلم والمعرفة والتاريخ الكردي فألف هذا الكتاب باللغة الفارسية ويبحث في تاريخ الدول والإمارات الكردية في العصور الوسطى والحديثة إلى نهاية القرن السادس عشر الميلادي وفيه تراجم الملوك والسلاطين والأمراء والحكام وسرد لنشأة اللهجات الكردية ونشوء المدن وأسباب زوالها ويعد أهم مصدر في التاريخ الكردي لتلك الفترة بشهادة الأدباء العالميين حيث أنه يعد سفر تكوين التاريخ الكردي.
تبلغ النسخ من الشرفنامة (22) نسخة، أقدمها وأهمها موجود في مكتبة بودليان في أوكسفورد وهي مكتوبة بخط يد شرف خان تحت اسم (شرفنامي تاريخي كوردستان) وهنالك نسخة مهمة أخرى موجودة في المكتبة العامة في لينينغراد استولى عليها الجيش الروسي أثناء حروبه مع الفرس.
وقد تم ترجمة الكتاب إلى لغات عديدة منها العربية والأذربيجانية والتركية والروسية والإنكليزية.

## التراجم
إن أقدم ترجمة للشرفنامه كانت إلى اللغة التركية، حيث ترجم مرة مختصرة وأخرى بصورة كاملة. والترجمة الأولى قام بها (محمد بك بن احمد بك ميرزا) في سنة 1078هـ 1667 – 1668م، والثانية قام بها سامي في ثمانينات القرن السابع عشر.
وبعد حوالي (200) سنة ترجم الملا محمود البايزيدى الجزء الأول من الكتاب إلى اللغة الكردية وذلك في سنة 1858 – 1859م بتشجيع من المستشرق المختص بالدراسات الكردية (ألكسندر ذابا) الذي تمكن عن طريق البايزيدي من الحصول على الكثير من المخطوطات الكردية المحفوظة الآن في المكتبة العامة بلينينغراد.
وفي هذا الوقت تقريبًا تُرجم الكتاب في فيينا (النمسا) إلى اللغة الألمانية من قبل (ك. آ. بارب) ونُشر بصورة متسلسلة في سنوات 1853 – 1859 م، ثم جاء البروفيسور (ف. ب. شارموا) وترجم الكتاب بكامله إلى الفرنسية بين سنة (1868 – 1875 م). وقد بذل جهدًا كبيرًا وكان يعتبر من أكبر المختصين في الدراسات الإيرانية في أوروبا في عهده، وقد اعتمد على نسخة (زيرنوف) الفارسية بالدرجة الأولى وعلى نسخ خطية أخرى من الكتاب، وأصدر الكتاب في أربعة أجزاء.
وقد حصل العالم الأذربيجاني (د. محمد شمسي) على درجة الدكتوراه برسالته المعنونة (شرفنامه شرف خان البدليسي كمصدر لتاريخ الشعب الكردي) وكتبها باللغة الأذرية ثم نشر سلسلة مقالات حول الكتاب أي الشرفنامه ومؤلفه.
أما في الوطن العربي فقد طُبع الشرفنامه في مصر في سنة 1930م من قِبل الناشر الكردي فرج الله زكي باللغة الفارسية. وقد اعتمد الناشر على ثلاث نسخ هي: (النسخة الروسية التي نشرها زيرنوف) و(نسخة ثريا بدرخان باشا) و(نسخة المدرسة العثمانية في حلب) ووضع الراحل محمد علي عوني حواشي الكتاب المطبوع.
وللغة العربية ترجمها وعرّبها المؤرخ الكردي محمد جميل روزبياني بمساعدة المجمع العلمي العراقي عام 1952 وهذه الطبعة المترجمة غنية بحواشيها وتعليقاتها التي أضافها المترجم للكتاب. ثم قام محمد علي عوني بترجمة الشرفنامه إلى العربية أيضًا في مجلدين نُشرا بعد وفاته من قبل وزارة التربية والتعليم في مصر بأعتناء الراحل الدكتور يحيى الخشاب الذي قدم الكتاب بمقدمة مهمة في حوالي (50) صفحة استعرض فيها تاريخ الكرد حتى العصر الحديث. وصدر الجزء الأول منه في سنة 1958م.
وللغة الروسية قامت الكاتبة يفغينيا فاسيليفا بترجمة الشرفنامه إلى اللغة الروسية واتمت الجزء الأول منه وصدر في سنة 1967
وقد ذكر الدكتور كمال مظهر بأن الكاتبة المذكورة استعرضت تاريخ اهتمام الباحثين بالكتاب فأشارت إلى أن أول من ذكر شرفنامه هو (هيربيلو) في سنة 1776م في كتابه (المكتبة الشرقية) أو القاموس العام، بالفرنسية. وكان قد عرف الكتاب عن طريق إحدى كتابات السائح التركي الشهير في القرن السابع عشر كاتب ضلبي ومن بعده كان (جون مالكولم 1769 – 1833 م) الدبلوماسي البريطاني الذي عمل في الهند وإيران وهو أول أوروبي تمكن من الحصول على نسخة مخطوطة من الشرفنامه مع مخطوطات أخرى خلال إقامته في إيران. وبعد عشرين سنة نقل المؤرخ الفرنسي (كاترمير) كثيرًا «من المعلومات من الشرفنامه إلى كتابه المعنون (تاريخ مغول إيران) الذي ألفه في سنة 1836م.وكان (خ. د. فرين) أول روسي ذكر في سنة 1826م في إحدى جرائد بطرسبرغ بأن الشرفنامه مصدر تاريخي هام. وبعد ثلاث سنوات دعا إلى ترجمته إلى إحدى اللغات الأوروبية. ويرى (قناتي كوردو) الباحث الكردي المعروف في كتابه (كوردناسي) الذي ألفه عن الشرفنامه والمخطوطات القديمة المحفوظة في خزائن لينينغراد (بطرسبورغ حاليًا) وصدر عام 1972م في لينينغراد (ص 386 – 387) بأن: (م فولكوت) هو أول من رأى ووصف هذه المخطوطات في عشرينات القرن التاسع عشر في عدة صفحات وان (خ. د. فرين) أول شخص في حوالي هذه الفترة تحدث أيضًا» عن أهمية ونشر وترجمة الشرفنامه.
واستطاع المستشرق الروسي (زيرنوف) عضو الأكاديمية الروسية في بطرسبورغ أن يصدر الجزء الأول من الشرفنامه في سنة 1860 بلغته الفارسية، وقدم لهذا الجزء مقدمة ضافية باللغة الفرنسية، ثم أصدر الجزء الثاني الذي قدمه أيضًا «بمقدمة فرنسية في سنة 1862 م. ويحتوي على جزءٍ من الكتاب المطبوع» في حوالي ألف صفحة.
وأخيراً قام عبد الرحمن شرفكندي بترجمة الكتاب من الفارسية إلى اللغة الكردية، وصاغه بلغة كردية جميلة بمضامينه النثرية والشعرية وطبعه المجمع العلمي الكردي على حسابه في سنة 1972 م. ويحتوي هذا الكتاب المطبوع في (840) صفحة فضلًا عن (176) صفحة هي مقدمات الكتاب وتتضمن كلمات تقريظ ومقدمة الطبعة الروسية ومقدمة الطبعة المصرية الفارسية لمحمد علي عوني ومقدمة الطبعة المصرية العربية ليحيى الخشاب ومقدمة المترجم وتراجم لبعض المؤرخين الكرد الذين خدموا التاريخ والأدب الكردي، والحواشي الكثيرة وشجرات الأنساب لعدد من الأسرات الكردية الحاكمة.